# القوات المسلحة البوليفية
القوات المسلحة البوليفية وهي القوات المسلحة الرسمية التي تحمي دولة بوليفيا وتتألف من القوات البرية البوليفية ومن القوات البحرية البوليفية ومن سلاح الجو البوليفي ومن الشرطة الوطنية البوليفية، وهذه القوات تكون تحت إمرة رئيس الجمهورية البوليفي يبلغ عدد القوات البوليفية 87 ألف جندي.